# Oprisavci
Oprisavci – wieś w Chorwacji, w żupanii brodzko-posawskiej, siedziba gminy Oprisavci. W 2011 roku liczyła 886 mieszkańców.
Jest położona w Slawonii, na wysokości 90 m n.p.m., w dolinie Sawy, 20 km na południowy wschód od Slavonskiego Brodu. Przebiega przez nią autostrada A3 z Zagrzebia do Lipovaca. Miejscowa gospodarka oparta jest na rolnictwie.